# 椒图

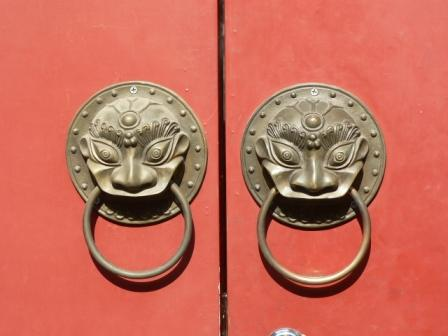
四合院大门上的铺首衔环

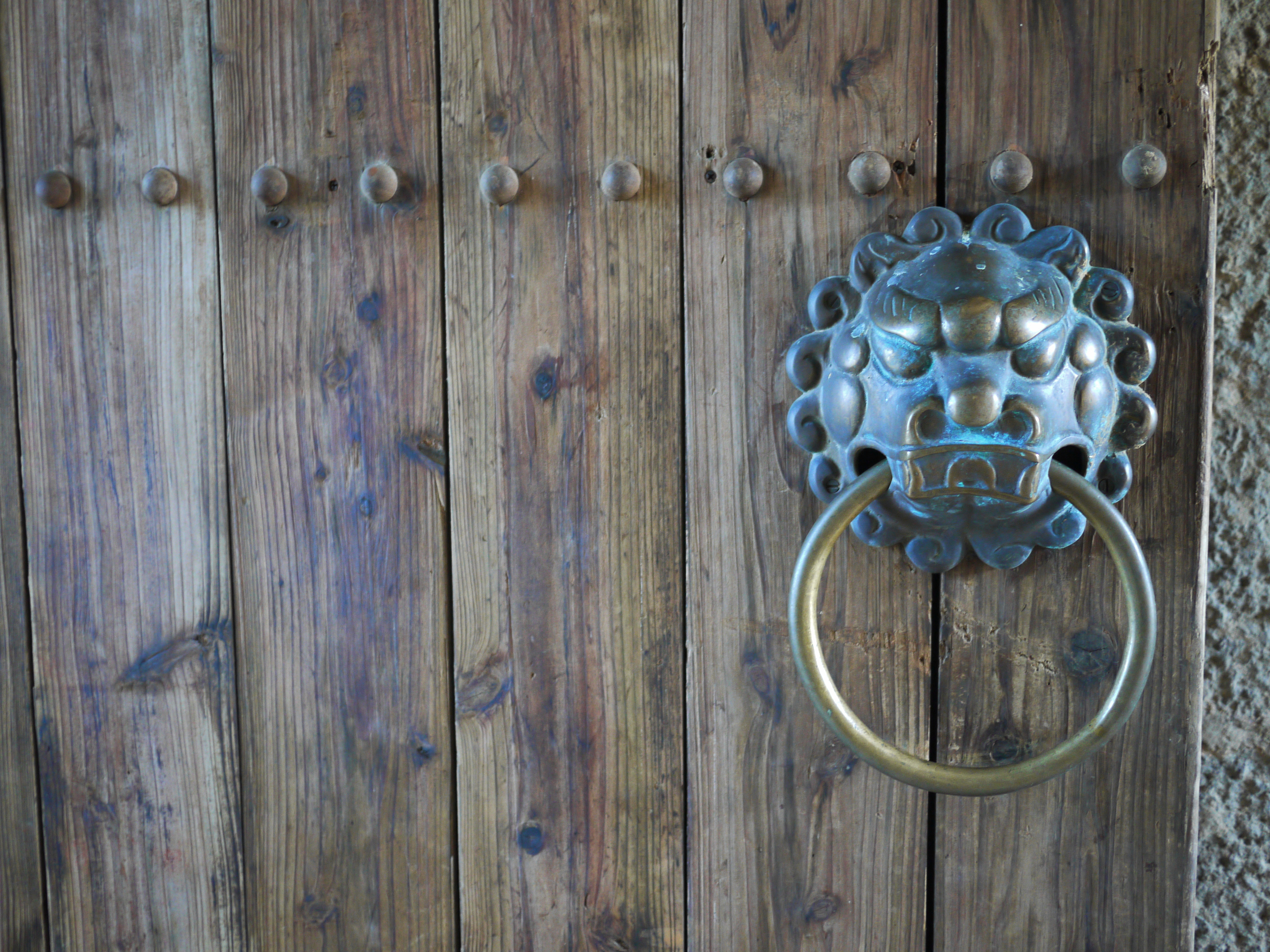
滬尾砲台椒圖

椒图，龙生九子之一，形状像螺蚌，性格好闭、好僻静，最反感别人进入它的巢穴，铺首衔环为其形象。
明代楊慎《詞品》記載：
「元人樂府，戶列八椒圖。又，貝瓊〈未央瓦硯歌〉：『長楊昨夜西風早，錦縵椒圖跡如掃。』竟不知椒圖為何物。
近閱陸文量《菽園雜記》云：『《博物志》逸篇曰：龍生九子不成龍，各有所好，鴟吻𧈢𧏡之類也。椒圖其形似螺，性好閉，故立于門上，即詩人所謂金鋪也。』
司馬温公〈明妃曲〉云：『宮門金鐶雙獸面，回首何時復來見。』梁簡文〈烏栖曲〉云：『織成屏風金屈戍。』李賀詩：『屈戍銅鋪鎖阿甄。』皆指此也。又，按《尸子》云：『法螺蚌而閉戶。』《後漢書・禮儀志》：『殷人以水德王，故以螺著門戶。』則椒圖之似螺形，其說信矣。」

## 相關
- 中國妖怪列表